# كيفن سوليفان (رياضي)
كيفن سوليفان (بالإنجليزية: Kevin Sullivan) مواليد 20 مارس 1974 في برانتفورد، هو عداء كندي سابق ومدرب حالي في جامعة ميشيغان. شارك في دورة الألعاب الأولمبية. أفضل رقم له هو 1:47.06 في سباق 800 متر.

## روابط خارجية
- كيفن سوليفان على موقع الاتحاد الدولي لألعاب القوى (الإنجليزية)
- كيفن سوليفان على موقع أوليمبيديا (الإنجليزية)
- كيفن سوليفان على موقع اللجنة الأولمبية الكندية (الإنجليزية)
- كيفن سوليفان على موقع دورة ألعاب الكومنولث 2006 (مؤرشف) (الإنجليزية)